# Seberang Gunung
Seberang Gunung is een bestuurslaag in het regentschap Kuantan Singingi van de provincie Riau, Indonesië. Seberang Gunung telt 522 inwoners (volkstelling 2010).